# Giant Records
Giant Records — американський лейбл звукозапису, заснований 1990 року.
Засновником компанії був американський музичний підприємець Ірвінг Азофф, колишній керівник MCA Records та менеджер The Eagles та Джексона Брауна. Саме після відходу з MCA, продавши свою частину компанії за 15,7 млн доларів, 1990 року Азофф заснував лейбл звукозапису Giant Records, який був спільним підприємством із Warner Bros. Records.
Протягом першої половини 1990-х років найбільш успішними виконавцями лейблу були гурт Color Me Badd та репер MC Hammer. Зокрема, пісні Color Me Badd «I Adore Mi Amor» та «I Want To Sex You Up» очолили хіт-паради США та Великої Британії. 1996 року було відкрито дочірній лейбл Revolution Records, а на Giant Records виходили записи кантрі-артистів, серед яких Клей Вокер та гурт The Wilkinsons. Одним з останніх гучних релізів Giant Records став альбом Steely Dan Two Against Nature, після чого 2001 року лейбл було закрито.
2015 року компанія Warner Music відновила торгівельну марку Giant Records, використовуючи її для випуску синглів у Швеції. 2022 року Ірвінг Азофф та його син Джеффрі заснували інді-лейбл Giant Music.